# Paolo Villaggio
Paolo Villaggio (30. prosince 1932 Janov – 3. července 2017 Řím) byl italský herec, spisovatel a režisér známý především z komedií Nedotýkej se bílé ženy a Maléry pana účetního.

## Životopis

### Soukromý život
Paolo Villaggio se narodil Janově v roce 1932, dětství prožil v chudobě během 2. světové války.
Později prošel mnoha povoláními, mezi nimi byl také úředníkem ve společnosti Italsider. Paolo Villaggio vytvořil svou nejvýraznější postavu, jíž se stal účetní Ugo Fantozzi.
Maurizio Costanzo v něm objevil umělecký potenciál a v roce 1967 pozval Villaggia k účinkování v kabaretu do Říma. Odtud přešel do TV programu Bontà loro, v němž jeho agresivní, zlá nebo poslušná postava dostala příležitost.

## Filmografie
- 1968:
  - Eat it / Mangiala
- 1969:
  - I Quattro del Pater Noster 
  - Il terribile ispettore
  - Pořád na tebe myslím (Pensando a te)
- 1970:
  - Létající dort (La Torta in cielo)
  - Brancaleone na křížové výpravě (Brancaleone alle crociate)
- 1972:
  - Bez rodiny (Senza famiglia, nullatenenti cercano affetto)
  - Beati i ricchi
- 1973:
  - Co my máme společného s revolucí? (Che c'entriamo noi con la rivoluzione?)
- 1974:
  - Nedotýkej se bílé ženy (Don't Touch the White Woman! / Non toccare la donna bianca) 
  -  Jak jsem uspořádal Ameriku (Vado, sistemo l'America e torno) 
  -  La mazurka del barone, della santa e del fico fiorone 
  -  Mé drahé mamince k narozeninám (Alla mia cara mamma nel giorno del suo compleanno)
- 1975:
  -  Zrození pana účetního (Fantozzi)
- 1976:
  -  V jakém znamení ses narodil? / Znamení zvěrokruhu (Di che segno sei?)
  - Dámy a pánové, dobrou noc (Signore e signori, buonanotte)
  - Takové podivné příležitosti (Quelle strane occasioni)
  - Nesnáze pana účetního (Il secondo tragico Fantozzi)
- 1977:
  - Krásná země (Il Belpaese) 
  - Dove vai in vacanza?
  - Tři tygři proti třem tygrům (Tre tigri contro tre tigri)
  - Il Signor Robinson
- 1978:
  -  Já jsem tygr, ty jsi tygr, on je tygr (Io tigro, tu tigri, egli tigra)
  -  Profesor Kranz, Němec z Německa (Professor Kranz tedesco di Germania)
- 1979:
  - Dr. Jekyll a milá dáma (Dottor Jekyll e gentile signora)
  - Trampoty bankovního úředníčka (Rag. Arturo De Fanti, bancario precario)
- 1980:
  - Mirandolina (La locandiera)
  - Maléry pana účetního (Fantozzi contro tutti) (také režisér)
- 1981:
  - Taková malá bestie (Fracchia la belva umana)
  - Třetí na řadě (Il turno)
- 1982:
  - Parťáci za všechny prachy (Pappa e Ciccia)
  - Bonnie a Clyde po italsku (Bonnie e Clyde all'italiana)
- 1983:
  - Zakázané sny (Sogni mostruosamente proibiti) 
  - Maléry pana účetního 2 (Fantozzi subisce ancora)
- 1984:
  - Mezi čtyřma očima (A tu per tu)
  - Sogni e bisogni
- 1985:
  - Superúčetní (Superfantozzi)
  - Hasiči (I pompieri)
  - Drákulův sluha (Fracchia contro Dracula)
- 1986:
  - Škola zlodějů (Scuola di ladri)
  - Obchodní domy (Grandi Magazzini)
- 1987:
  - Luxusní prázdniny (Roba da ricchi)
  - Rimini, Rimini
  - Škola zlodějů 2 (Scuola di ladri - seconda parte)
  - Hasiči 2: Hrdinská mise (Missione Eroica. I pompieri 2)

- 1988:
  - Lišák (Il Volpone)
  - Pan účetní jde do důchodu (Fantozzi va in pensione)
  - Milionová pojistka (Come è dura l'avventura)
- 1989:
  - Hlas měsíce (La voce della luna)
  - Vyhrál jsem v loterii (Ho vinto la lotteria di Capodanno)
- 1990:
  - Pán účetní se nevzdává (Fantozzi alla riscossa)
  - Bláznivá komedie (Le Comiche)
- 1992:
  - Bláznivá komedie 2 (Le Comiche 2)
- 1993:
  - Tajemství starého lesa (Il Segreto del bosco vecchio)
  - Čau profesore! (Io Speriamo che me la cavo)
  - Pan účetní jde do ráje (Fantozzi in paradiso)
- 1994:
  - Drazí, zatracení přátelé (Cari fottutissimi amici)
  - Bláznivá komedie 3 (Le nuove comiche)
- 1995:
  - Sněhová koule (Palla di neve)
  - Ja ne spík Ingliš aneb Fantozzi ve škole (Io no spik inglish)
  - Číšníci (Camerieri)
- 1996:
  - Návrat pana účetního (Fantozzi - Il ritorno)
- 1997:
  - Banzai
- 1998:
  - Podvodníček v ráji (Un bugiardo in Paradiso)
  - Per motivi di famiglia
- 1999:
  - Pan účetní opět zasahuje (Fantozzi 2000 - La clonazione)
- 2000:
  - Azzurro 
  - Denti
  - Hermano
- 2001:
  - I promessi sposi
  - Heidi
- 2002:
  - San Giovanni - L'apocalisse
- 2005:
  - Gas